# Фракция ЛДПР в Государственной думе VIII созыва
Фракция ЛДПР в Государственной думе восьмого созыва — депутатское объединение Либерально-демократической партии России в Государственной думе VIII созыва (2021—2026 гг.) Состав Госдумы VIII созыва формировался по партийным спискам и одномандатным округам. Список ЛДПР набрал на выборах 7,55 %, два депутата (Сергей Леонов и Алексей Диденко) были избраны по одномандатным округам, ещё двое (лидеры партий «Гражданская платформа» и «Родина» Рифат Шайхутдинов и Алексей Журавлёв соответственно) присоединились к фракции после избрания. Таким образом, в сумме фракция набрала 23 мандата.
6 апреля 2022 года после тяжёлой и продолжительной болезни ушёл из жизни основатель и бессменный лидер партии ЛДПР Владимир Вольфович Жириновский. Его должность руководителя фракции в Государственной думе и председателя партии «унаследовал» председатель комитета Государственной думы по международным делам Леонид Эдуардович Слуцкий. Вакантный мандат был передан Андрею Николаевичу Свинцову. 1 ноября 2023 года Государственная дума приняла решение лишить мандата Василия Власова на основании заключения, что он «прогулял» более 60 % заседаний комиссии по регламенту, в которой состоял. Руководство фракции решило передать мандат Василине Кулиевой. 3 апреля 2025 года Госдума досрочно прекратила полномочия Юрия Напсо из-за пропусков заседаний. 16 апреля вакантный мандат был передан  Дмитрию Новикову.
Первый заместитель руководителя фракции ЛДПР — Леонов, Сергей Дмитриевич (в ноябре 2024 года возглавил комитет по охране здоровья). Заместители руководителя фракции — председатель комитета ГД по региональной политике и местному самоуправлению Диденко, Алексей Николаевич и председатель комитета ГД по труду, социальной политике и делам ветеранов Нилов, Ярослав Евгеньевич. Заместитель председателя Государственной Думы от ЛДПР — Чернышов, Борис Александрович. Ещё один комитет под управлением ЛДПР — по физической культуре и спорту — возглавлял Свищёв, Дмитрий Александрович до 23 июля 2024 года.

## Список депутатов
1. Слуцкий, Леонид Эдуардович
2. Каргинов, Сергей Генрихович
3. Нилов, Ярослав Евгеньевич
4. Сипягин, Владимир Владимирович
5. Кулиева, Василина Васильевна
6. Чернышов, Борис Александрович
7. Луговой, Андрей Константинович
8. Свищёв, Дмитрий Александрович
9. Селезнёв, Валерий Сергеевич
10. Панеш, Каплан Мугдинович
11. Свистунов, Аркадий Николаевич
12. Наумов, Станислав Александрович
13. Кошелев, Владимир Алексеевич
14. Мусатов, Иван Михайлович
15. Марков, Евгений Владимирович
16. Сухарев, Иван Константинович
17. Свинцов, Андрей Николаевич
18. Пайкин, Борис Романович
19. Новиков, Дмитрий Павлович
20. Шайхутдинов, Рифат Габдулхакович («Гражданская платформа»)
21. Леонов, Сергей Дмитриевич
22. Журавлёв, Алексей Александрович («Родина»)
23. Диденко, Алексей Николаевич